# Royal Victoria (DLR)
Royal Victoria is een station van de Docklands Light Railway  in de Londense borough Newham. Het station werd in 1994 in gebruik genomen. Het ligt tussen de stations Canning Town en Custom House (metrostation).
Het station krijgt haar naam van het nabijgelegen Royal Victoria Dock onderdeel van de Royal docks". 
Het station wordt aangegeven als overstaphalte voor de Emirates Air Line. Deze kabelbaan gebouwd naar aanleiding van de Olympische spelen van 2012 en tegenwoordig onderdeel van het Londense openbaar vervoer bevindt zich op ongeveer 350 meter van het station. 